# Benjanun Sriduangkaew
Œuvres principales
- Scale-Bright
- Winterglass
- And Shall Machines Surrender

Benjanun Sriduangkaew est une écrivaine thaïlandaise de science-fiction et de fantasy, également connue pour ses critiques de livres controversées rédigées en ligne. Elle est finaliste du prix John W. Campbell 2014 et du prix British Science Fiction 2014 de la meilleure fiction courte, pour Scale-Bright.

## Biographie
Benjanun Sriduangkaew est née dans la province de Pattani, dans le sud de la Thaïlande. Après avoir fréquenté l'université de Bangkok, elle travaille à Manille, Jakarta et Hong Kong. En 2013, Sriduangkaew déclare avoir obtenu son baccalauréat « il y a environ douze ans » alors qu'à l'époque elle ne parle pas couramment anglais.

## Carrière
Sriduangkaew commence à publier des nouvelles en 2012 avec Courtship in the Country of the Machine Gods et se fait un nom avec une série d'histoires courtes très médiatisées dans Clarkesworld Magazine (en). Cela conduit à sa nomination pour le prix John-Wood-Campbell Memorial.
Sa première publication longue est le roman court de fantasy urbaine Scale-Bright, publié en 2014. Faisant suite à ses trois histoires sur le cycle Soleil-Lune, le livre narre l'histoire d'amour d'une jeune femme de Hong Kong qui doit sauver sa sœur du Paradis. Passant en revue la nouvelle pour Tor.com (en), Niall Alexander décrit le roman comme « une réalisation sans pareil », appréciant ses « personnages délicatement dessinés », « la narration touchante » et les compétences en prose de l'autrice.
Son deuxième roman, Winterglass, est publié en 2017. Il s'agit d'un récit de science fantasy reprenant l'histoire de La Reine des neiges. Un critique de Publishers Weekly estime que la nouvelle est prometteuse, en fournissant « des variations sur le thème des personnages féminins forts » tout en étant entachée par une « intrigue inégale et quelques opportunités manquées pour la construction d'un monde complexe ».
Son troisième roman, And Shall Machines Surrender, est publié en 2019. L'histoire de science-fiction est centrée sur les intelligences artificielles et leurs relations avec l'humanité. Passant en revue la nouvelle dans The Future Fire, J. Moufawad-Paul écrit : « And Shall Machines Surrender est un exemple parfait de tout ce qui peut éventuellement être inclus dans une nouvelle. La profondeur du style, de l'histoire, de la caractérisation et de la construction du monde est assez frappante ». Il ajoute : « En raison de la force de And Shall Machines Surrender - sa clarté et sa complexité, sa capacité à compresser la complexité dans une structure minimaliste - il est presque criminel que Sriduangkaew ne soit pas un nom familier ».
La plupart des travaux de Sriduangkaew sont queer et trans-inclusifs. Ils mettent en avant des relations lesbiennes et des thèmes ou des influences de l'Asie du Sud-Est.

## Activité de blogueuse: Requires Hate
En 2014 est révélé que Sriduangkaew est la personne bloguant et critiquant des livres de science-fiction sous le pseudo de Requires Hate (également connu sous le nom de Requires Only That You Hate, ainsi que Winterfox). En utilisant ces identités sur Internet, elle publie des critiques de ce qu'elle considère comme racistes, sexistes, hétéronormatifs ou colonial dans des œuvres de science-fiction et de fantasy ; ces critiques sont souvent exprimées dans un langage insultant, violents ou menaçant par le lectorat. Les médias et les médias sociaux ont qualifié Sriduangkaew de « troll notoire »,. Certains médias ont émis l'hypothèse que Sriduangkaew avait fabriqué son identité sino-thaïlandaise,.
En octobre 2014, Sriduangkaew publie des excuses sur son blog, admettant être « un horrible trou du cul » et avoir causé de la souffrance aux autres, tout en niant certaines allégations selon lesquelles elle aurait proféré des menaces de viol, déclarant que d'autres comptes s'étaient fait passer pour elle. Le blog reste ensuite inactif.
Un article de blog de l'écrivaine Laura J. Mixon critiquant le comportement de Sriduangkaew a valu à Mixon le prix Hugo 2015 du meilleur écrivain amateur (en). Kameron Hurley aborde également Requires Hate dans son essai The Geek Feminist Revolution dans le chapitre intitulé Becoming what you hate. Elle indique que Requires Hate a publié une critique de son livre God's War selon laquelle le livre serait écrit uniquement d'un point de vue blanc. Hurley indique ensuite qu'en 2012, elle avait lu une nouvelle de science-fiction si bien écrite, qu'elle aurait voulu pouvoir l'avoir écrite elle-même, en soulignant que le talent de l'autrice était bien supérieur au sien. Elle engage ensuite une conversation avec l'autrice, Benjanun Sriduangkaew, qui lui pointe le fait que certains cherchent à établir un lien entre elle et Requires Hate, Quand l'affaire éclate, Hurley est déjà au courant, et elle écrit dans son essai avoir elle-même fabriqué un personnage fictif sur internet, nommé Adam, qui pouvait être tout ce qu'elle ne s'autorisait pas, ou n'était pas autorisée à être dans un milieu sexiste, tout comme Alice Sheldon l'avait fait avec le personnage de James Tiptree. D'autres personnalités cibles des harangues de Requires Hate  ou de ses autres pseudos Winterfox ont inclus : Saladin Ahmed, Paolo Bacigalupi, Caitlín R. Kiernan, J.M. Frey (en), Charles Tehune, N. K. Jemisin, Tricia Sullivan, Athena Andreadis,,,.
Les avis sur le comportement de Sriduangkaew et l'article de Mixon restent partagés. Les détracteurs ont affirmé que l'article de Mixon était un hit destiné à une femme de couleur montante, confondant le langage insultant de Sribuangkaew avec des abus, tout en ignorant le contenu de ses critiques contre le statu quo dans la science-fiction et l'écriture fantastique. Les personnes ayant pris sa défense mettent en avant au contraire que Laura J. Mixon avait pris le rôle d'une femme blanche morigénant une personne de couleur et la remettant en place. D'autres pointent que l'autrice n'a pas vraiment souffert de la mauvaise publicité puisqu'un mois après la révélation du scandale.[Par exemple ?]
Dans un article de blog en 2015, Sriduangkaew écrit qu'elle est devenue la cible de campagnes de harcèlement et de cyberharcèlement après la révélation de ses identités sur Internet, tout en admettant « j'ai été merdique dans le passé ».

## Œuvres

### Romans
- (en) Machine's Last Testament, 2020  (ISBN 978-1-60701-539-0)
- (en) Scale-Bright, 2014  (ISBN 978-0-9563924-9-7)
- (en) Winterglass, 2017  (ISBN 1-937009-62-9)
- (en) And Shall Machines Surrender, 2019  (ISBN 1-60701-534-X)
- (en) Mirrorstrike, 2019  (ISBN 978-1-937009-73-1)
- (en) Now Will Machines Hollow the Beast, 2020  (ISBN 1-60701-543-9)
- (en) Shall Machines Divide the Earth., Prime Books, 2021  (ISBN 1-60701-545-5)
- (en) Where Machines Redeem the Lost, Prime Books, 2021  (ISBN 1-60701-548-X)

### Nouvelles
- (en) Chang’e Dashes from the Moon, 2012
- (en) Courtship in the Country of Machine-Gods, 2012
- (en) Woman of the Sun, Woman of the Moon, 2012
- (en) Fade to Gold, 2013
- (en) Annex, 2013
- (en) The Crows Her Dragon's Gate, 2013
- (en) Vector, 2013
- (en) The Bees Her Heart, the Hive Her Belly, 2013
- (en) Silent Bridge, Pale Cascade, 2013
- (en) Autodidact, 2014
- (en) Golden Daughter, Stone Wife, 2014
- (en) When We Harvested the Nacre-Rice, 2014
- (en) Synecdoche Oracles, 2014
- (en) And the Burned Moths Remain, 2015
- (en) The Petals Abide, 2015
- (en) The Insurrectionist and the Empress Who Reigns Over Time, 2015
- (en) The Occidental Bride, 2015
- (en) The Beast at the End of Time, 2016
- (en) Dream Command, 2016
- (en) The Finch’s Wedding and the Hive That Sings, 2016
- (en) That Which Stands Tends Toward Free Fall, 2016
- (en) Comet’s Call, 2016
- (en) Under She Who Devours Suns, 2016
- (en) The Prince Who Gave Up Her Empire, 2016
- (en) We Are All Wasteland On The Inside, 2016
- (en) Parable of the Cocoon, 2017
- (en) The Sun Shall Lie Across Us Like Gold, 2017
- (en) The Universe as Vast as Our Longings, 2017
- (en) No Pearls as Blue as These, 2017
- (en) After-Swarm, 2017
- (en) You and I Shall be as Radiant, 2017
- (en) Methods devour themselves : a conversation, 2018  (ISBN 978-1-78535-826-5)Écrit avec J. Moufawad-Paul.
- (en) The Owls of Juttshatan, 2018
- (en) Red as Water, White as Ruin, 2018
- (en) The Five Secret Truths of Demonkind, 2018
- (en) Tiger, Tiger Bright, 2019
- (en) Where Machines Run with Gold, 2019
- (en) That August Song, 2019
- (en) We Will Become as Monsters, 2020
- (en) The City Still Dreams of Her Name, 2020

### Recueils de nouvelles
- (en) The Archer Who Shot Down Suns: Scale-Bright Stories, 2014  (ISBN 978-1311268914)Rassemble les nouvelles The Crows Her Dragon's Gate, Woman of the Sun, Woman of the Moon et Chang'e Dashes from the Moon

### Articles
- (en-US) Fran Wilde et Benjanun Sriduangkaew, « Food of the Future », sur Tor.com, 30 janvier 2014 (consulté le 12 mars 2022).